# Minaret de Zâdiyân
Le Minaret de Zâdiyân appelé aussi minaret de Daôlatâbâd est un édifice peut-être anciennement lié à une mosquée édifié au XIIe siècle. Le minaret est situé dans la province de Balkh, et dans le district de Daôlatâbâd.

## Localisation
Le site est localisé 25 km au sud de l'Amou-Daria près du village de Zâdiyân et sur un embranchement non loin de la piste allant de Balkh à Keleft.
Zâdiyân comporte deux villages et le minaret est situé à 2 km au nord du deuxième de ces villages.
Le minaret se situe dans un parc contenant un mausolée.

## Histoire

### Histoire médiévale
Le minaret a été construit par la dynastie seldjoukide, au cours du XIIe siècle, peut-être sur le site d'anciens stupas. Le minaret a été construit en 1108-1109 selon la traduction d'une inscription. Cependant, certaines études archéologiques suggèrent que la date de construction du minaret est approximativement autour de l’année 760.
Au XIIe siècle, la région tombe aux mains de Gengis Khan et aux envahisseurs mongols. 
L'édifice perd ses parties hautes à une date indéterminée.

### Redécouverte
Le minaret est découvert en 1935 par un membre de l'American Institute of Iranian Art.
Le site est étudié par les archéologues de la DAFA en 1948, puis par l'archéologue spécialiste de l'art de l'Asie centrale Galina Pougatchenkova au début des années 1960.
L'édifice est restauré au milieu des années 1970 à la demande du président afghan Mohammad Daoud Khan.

## Architecture et décoration
L'édifice est de « couleur ocre » et cylindrique.
Le minaret de 25 m de haut est constitué d’argile cuite au soleil et de briques de plâtre. Il fait 18 m de diamètre. La structure a 64 escaliers et il y a des phrases calligraphiques sculptées en écriture coufique sur tout « le tour du minaret ».
L'édifice porte des  mosaïques à décor floral.

## Sanctuaire de Hazrat Salé
Le sanctuaire de Hazrat Saleh est situé près du minaret. Le sanctuaire est associé au prophète islamique Sâlih. Le site est également associé au site de Madâin Sâlih, Arabie Saoudite. La tombe verdoyante de Sâlih à l’intérieur du sanctuaire est orientée vers l’est, tandis que les tombes islamiques sont disposées de manière à faire face à la Mecque, qui est à l’ouest de l’Afghanistan, suggérant des origines pré-islamiques du site. À l’extérieur, il y a une niche voûtée où les pèlerins ont laissé des morceaux de boue dans l’espoir d’un remède pour les maladies de la peau.
Les pèlerinages ont lieu le mercredi.